# Liga Campionilor EHF Feminin 1993-1994
Liga Campionilor EHF Feminin 1993-94 a fost prima ediție a Ligii Campionilor EHF Feminin, competiția celor mai bune cluburi de handbal feminin din Europa, organizată și supervizată de Federația Europeană de Handbal. Anterior, întrecerea s-a desfășurat sub titulatura de Cupa Campionilor Europeni.

## Repartizarea echipelor
32 echipe câștigătoare ale campionatelor naționale din țările respective au fost repartizate în șaisprezecimile de finală, unde au jucat câte două meciuri fiecare, unul pe teren propriu și unul în deplasare. Cele 16 câștigătoare au avansat în optimile de finală.

## Șaisprezecimile de finală
Formațiile evidențiate cu caractere aldine s-au calificat în optimile de finală.
| Echipa 1                | Scor gen. | Echipa 2              | Tur   | Retur |
| ----------------------- | --------- | --------------------- | ----- | ----- |
| Hypo Niederösterreich   | 54–31     | DHC Slavia Praha      | 30–14 | 24–17 |
| TV Gießen               | 36–30     | Motor Zaporoje        | 25–14 | 11–16 |
| Vasas Budapesta         | 59–39     | LC Brühl St. Gallen   | 33–15 | 26–24 |
| Gjerpen IF              | 80–14     | HC Bascharage         | 40–7  | 40–7  |
| Chimistul Rm. Vâlcea    | 62–27     | Hapoel Rishon Le Zion | 35–11 | 27–16 |
| El Osito L'Eliana       | 55–26     | Vikingur Reykjavik    | 26–16 | 29–10 |
| SG WAT Fünfhaus         | 44–36     | Slovan Duslo Šal'a    | 26–17 | 18–19 |
| ASPTT Metz              | 43–43     | „Rotor” Volgograd     | 30–21 | 13–22 |
| Egle Vilnius            | 31–55     | GOG Gudme             | 16–31 | 15–24 |
| Gymnastiki Enosi Verias | 36–39     | Initia H.C. Hasselt   | 18–23 | 18–16 |
| IK Sävehof              | 51–27     | SL Benfica            | 26–13 | 25–14 |
| Kometal G.P. Skopje     | 42–41     | Visa Swift Roermond   | 19–18 | 23–23 |
| GKS Piotrcovia          | 39–62     | Podravka Koprivnica   | 18–28 | 21–34 |
| Kefalovrysos Kythreas   | 41–66     | Politehnik Minsk      | 14–33 | 27–33 |
| Olimpija Ljubljana      | 20–0a)    | Kiffen Helsinki       | 10–0  | 10–0  |
| TMO SK Kızılay Ankara   | 39–41     | Cavalco Cassano       | 26–19 | 13–22 |

Note
a) Kiffen Helsinki nu s-a prezentat la nici una din cele două partide și le-a pierdut prin abandon, scor 0-10.

## Optimile de finală
Formațiile evidențiate cu caractere aldine s-au calificat în faza grupelor:
| Echipa 1            | Scor gen. | Echipa 2              | Tur   | Retur |
| ------------------- | --------- | --------------------- | ----- | ----- |
| GOG Gudme           | 40–42     | Vasas Budapesta       | 27–20 | 13–22 |
| Podravka Koprivnica | 54–48     | „Rotor” Volgograd     | 31–19 | 23–29 |
| Kometal G.P. Skopje | 35–47     | Hypo Niederösterreich | 20–16 | 15–31 |
| Cavalco Cassano     | 41–54     | Chimistul Rm. Vâlcea  | 21–29 | 20–25 |
| Politehnik Minsk    | 39–66     | TV Lützellinden       | 19–35 | 20–31 |
| Initia H.C. Hasselt | 33–50     | Gjerpen IF            | 13–21 | 20–29 |
| IK Sävehof          | 36–58     | El Osito L'Eliana     | 17–29 | 19–29 |
| Olimpija Ljubljana  | 44–51     | SG WAT Fünfhaus       | 25–29 | 19–22 |

## Faza grupelor
Cele opt câștigătoare ale optimilor de finală au fost trase la sorți în două grupe de câte patru, unde au jucat partide una împotriva celeilalte, în meciuri pe teren propriu și în deplasare, după sistemul fiecare cu fiecare. Echipele care au câștigat cele două grupe s-au calificat în finala competiției.

### Grupa A
| Echipa                | M | V | E | Î | GM  | GP  | G   | Pct |
| --------------------- | - | - | - | - | --- | --- | --- | --- |
| Hypo Niederösterreich | 6 | 6 | 0 | 0 | 141 | 110 | +31 | 12  |
| El Osito L'Eliana     | 6 | 2 | 0 | 4 | 126 | 133 | −7  | 4   |
| Chimistul Rm. Vâlcea  | 6 | 2 | 0 | 4 | 138 | 147 | −9  | 4   |
| Podravka Koprivnica   | 6 | 2 | 0 | 4 | 123 | 138 | −15 | 4   |

| 22 ianuarie 1994 18:00 | Chimistul Rm. Vâlcea | 35 - 25 | El Osito L'Eliana | Sala Sporturilor Traian, Râmnicu Vâlcea Asistență: 2.000 Arbitri: Danelia |
| 22 ianuarie 1994 18:00 | (19-15)              |         |                   | Sala Sporturilor Traian, Râmnicu Vâlcea Asistență: 2.000 Arbitri: Danelia |
| 22 ianuarie 1994 18:00 | Cronica              |         |                   | Sala Sporturilor Traian, Râmnicu Vâlcea Asistență: 2.000 Arbitri: Danelia |

| 22 ianuarie 1994 18:00 | Podravka Koprivnica | 20 - 22 | Hypo Niederösterreich | Dvorana „Fran Galović”, Koprivnica Asistență: 1.000 Arbitri: Thomas, Thomas |
| 22 ianuarie 1994 18:00 | (8-12)              |         |                       | Dvorana „Fran Galović”, Koprivnica Asistență: 1.000 Arbitri: Thomas, Thomas |
| 22 ianuarie 1994 18:00 | Cronica             |         |                       | Dvorana „Fran Galović”, Koprivnica Asistență: 1.000 Arbitri: Thomas, Thomas |

| 29 ianuarie 1994 17:30 | Hypo Niederösterreich | 25 - 14 | Chimistul Rm. Vâlcea | Bundessport- und Freizeitzentrum Südstadt, Maria Enzersdorf Asistență: 1.000 Arbitri: Blademo, Broman |
| 29 ianuarie 1994 17:30 | (13-8)                |         |                      | Bundessport- und Freizeitzentrum Südstadt, Maria Enzersdorf Asistență: 1.000 Arbitri: Blademo, Broman |
| 29 ianuarie 1994 17:30 | Cronica               |         |                      | Bundessport- und Freizeitzentrum Südstadt, Maria Enzersdorf Asistență: 1.000 Arbitri: Blademo, Broman |

| 30 ianuarie 1994 12:30 | El Osito L'Eliana | 21 - 18 | Podravka Koprivnica | Pabellón Polideportivo René Marigil, Sagunto Asistență: 700 |
| 30 ianuarie 1994 12:30 | (11-9)            |         |                     | Pabellón Polideportivo René Marigil, Sagunto Asistență: 700 |
| 30 ianuarie 1994 12:30 | Cronica           |         |                     | Pabellón Polideportivo René Marigil, Sagunto Asistență: 700 |

| 20 martie 1994 12:30 | El Osito L'Eliana | 14 - 18 | Hypo Niederösterreich | Pabellón Polideportivo René Marigil, Sagunto Asistență: 500 Arbitri: Rudin, Schill |
| 20 martie 1994 12:30 | (4-8)             |         |                       | Pabellón Polideportivo René Marigil, Sagunto Asistență: 500 Arbitri: Rudin, Schill |
| 20 martie 1994 12:30 | Cronica           |         |                       | Pabellón Polideportivo René Marigil, Sagunto Asistență: 500 Arbitri: Rudin, Schill |

| 20 martie 1994 18:00 | Podravka Koprivnica | 26 - 24 | Chimistul Rm. Vâlcea | Dvorana „Fran Galović”, Koprivnica Asistență: 1.000 |
| 20 martie 1994 18:00 | (13-11)             |         |                      | Dvorana „Fran Galović”, Koprivnica Asistență: 1.000 |
| 20 martie 1994 18:00 | Cronica             |         |                      | Dvorana „Fran Galović”, Koprivnica Asistență: 1.000 |

| 26 martie 1994 17:00 | Podravka Koprivnica | 21 - 20 | El Osito L'Eliana | Dvorana „Fran Galović”, Koprivnica Asistență: 1.000 Arbitri: Masi, Di Piero |
| 26 martie 1994 17:00 | (14-9)              |         |                   | Dvorana „Fran Galović”, Koprivnica Asistență: 1.000 Arbitri: Masi, Di Piero |
| 26 martie 1994 17:00 | Cronica             |         |                   | Dvorana „Fran Galović”, Koprivnica Asistență: 1.000 Arbitri: Masi, Di Piero |

| 26 martie 1994 17:00 | Chimistul Rm. Vâlcea | 24 - 25 | Hypo Niederösterreich | Sala Sporturilor Traian, Râmnicu Vâlcea Asistență: 1.000 Arbitri: Oie, Hogsnes |
| 26 martie 1994 17:00 | (14-11)              |         |                       | Sala Sporturilor Traian, Râmnicu Vâlcea Asistență: 1.000 Arbitri: Oie, Hogsnes |
| 26 martie 1994 17:00 | Cronica              |         |                       | Sala Sporturilor Traian, Râmnicu Vâlcea Asistență: 1.000 Arbitri: Oie, Hogsnes |

| 10 aprilie 1994 12:30 | El Osito L'Eliana | 27 - 19 | Chimistul Rm. Vâlcea | Pabellón Polideportivo René Marigil, Sagunto Asistență: 300 Arbitri: Thomas, Thomas |
| 10 aprilie 1994 12:30 | (12-11)           |         |                      | Pabellón Polideportivo René Marigil, Sagunto Asistență: 300 Arbitri: Thomas, Thomas |
| 10 aprilie 1994 12:30 | Cronica           |         |                      | Pabellón Polideportivo René Marigil, Sagunto Asistență: 300 Arbitri: Thomas, Thomas |

| 10 aprilie 1994 15:10 | Hypo Niederösterreich | 29 - 19 | Podravka Koprivnica | Bundessport- und Freizeitzentrum Südstadt, Maria Enzersdorf Asistență: 800 Arbitri: Szajną, Wróblewski |
| 10 aprilie 1994 15:10 | (13-8)                |         |                     | Bundessport- und Freizeitzentrum Südstadt, Maria Enzersdorf Asistență: 800 Arbitri: Szajną, Wróblewski |
| 10 aprilie 1994 15:10 | Cronica               |         |                     | Bundessport- und Freizeitzentrum Südstadt, Maria Enzersdorf Asistență: 800 Arbitri: Szajną, Wróblewski |

| 16 aprilie 1994 18:00 | Chimistul Rm. Vâlcea | 22 - 19 | Podravka Koprivnica | Sala Sporturilor Traian, Râmnicu Vâlcea Asistență: 1.000 Arbitri: Brabec |
| 16 aprilie 1994 18:00 | (13-10)              |         |                     | Sala Sporturilor Traian, Râmnicu Vâlcea Asistență: 1.000 Arbitri: Brabec |
| 16 aprilie 1994 18:00 | Cronica              |         |                     | Sala Sporturilor Traian, Râmnicu Vâlcea Asistență: 1.000 Arbitri: Brabec |

| 17 aprilie 1994 14:25 | Hypo Niederösterreich | 22 - 19 | El Osito L'Eliana | Bundessport- und Freizeitzentrum Südstadt, Maria Enzersdorf Asistență: 800 Arbitri: Soltész, Soós |
| 17 aprilie 1994 14:25 | (12-12)               |         |                   | Bundessport- und Freizeitzentrum Südstadt, Maria Enzersdorf Asistență: 800 Arbitri: Soltész, Soós |
| 17 aprilie 1994 14:25 | Cronica               |         |                   | Bundessport- und Freizeitzentrum Südstadt, Maria Enzersdorf Asistență: 800 Arbitri: Soltész, Soós |

### Grupa B
| Echipa          | M | V | E | Î | GM  | GP  | G   | Pct |
| --------------- | - | - | - | - | --- | --- | --- | --- |
| Vasas Budapesta | 6 | 4 | 1 | 1 | 137 | 103 | +34 | 9   |
| TV Gießen       | 6 | 4 | 1 | 1 | 153 | 123 | +30 | 9   |
| Gjerpen IF      | 6 | 2 | 0 | 4 | 140 | 157 | −17 | 4   |
| SG WAT Fünfhaus | 6 | 1 | 0 | 5 | 128 | 175 | −47 | 2   |

| 22 ianuarie 1994 17:00 | SG WAT Fünfhaus | 21 - 28 | TV Gießen | Sporthalle Fünfhaus, Viena Asistență: 300 Arbitri: Mladinić, Vujnović |
| 22 ianuarie 1994 17:00 | (11-15)         |         |           | Sporthalle Fünfhaus, Viena Asistență: 300 Arbitri: Mladinić, Vujnović |
| 22 ianuarie 1994 17:00 | Cronica         |         |           | Sporthalle Fünfhaus, Viena Asistență: 300 Arbitri: Mladinić, Vujnović |

| 23 ianuarie 1994 16:30 | Vasas Budapesta | 32 - 15 | Gjerpen IF | Vasas Sportcsarnok, Budapesta Asistență: 800 Arbitri: Sotirov, Gheorghiev |
| 23 ianuarie 1994 16:30 | (17-6)          |         |            | Vasas Sportcsarnok, Budapesta Asistență: 800 Arbitri: Sotirov, Gheorghiev |
| 23 ianuarie 1994 16:30 | Cronica         |         |            | Vasas Sportcsarnok, Budapesta Asistență: 800 Arbitri: Sotirov, Gheorghiev |

| 30 ianuarie 1994 15:00 | TV Gießen | 19 - 19 | Vasas Budapesta | Sporthalle der Gesamtschule, Giessen Asistență: 1.000 Arbitri: Ivancev |
| 30 ianuarie 1994 15:00 | (7-12)    |         |                 | Sporthalle der Gesamtschule, Giessen Asistență: 1.000 Arbitri: Ivancev |
| 30 ianuarie 1994 15:00 | Cronica   |         |                 | Sporthalle der Gesamtschule, Giessen Asistență: 1.000 Arbitri: Ivancev |

| 30 ianuarie 1994 18:30 | Gjerpen IF | 32 - 21 | SG WAT Fünfhaus | Gjerpenhallen, Skien Asistență: 460 Arbitri: Arnaldsson, Erlingsson |
| 30 ianuarie 1994 18:30 | (16-10)    |         |                 | Gjerpenhallen, Skien Asistență: 460 Arbitri: Arnaldsson, Erlingsson |
| 30 ianuarie 1994 18:30 | Cronica    |         |                 | Gjerpenhallen, Skien Asistență: 460 Arbitri: Arnaldsson, Erlingsson |

| 20 martie 1994 11:00 | SG WAT Fünfhaus | 16 - 20 | Vasas Budapesta | Sporthalle Fünfhaus, Viena Asistență: 250 Arbitri: Șerbu, Dobre |
| 20 martie 1994 11:00 | (7-8)           |         |                 | Sporthalle Fünfhaus, Viena Asistență: 250 Arbitri: Șerbu, Dobre |
| 20 martie 1994 11:00 | Cronica         |         |                 | Sporthalle Fünfhaus, Viena Asistență: 250 Arbitri: Șerbu, Dobre |

| 20 martie 1994 18:30 | Gjerpen IF | 24 - 25 | TV Gießen | Gjerpenhallen, Skien Asistență: 820 Arbitri: Broman, Blademo |
| 20 martie 1994 18:30 | (13-11)    |         |           | Gjerpenhallen, Skien Asistență: 820 Arbitri: Broman, Blademo |
| 20 martie 1994 18:30 | Cronica    |         |           | Gjerpenhallen, Skien Asistență: 820 Arbitri: Broman, Blademo |

| 26 martie 1994 17:00 | SG WAT Fünfhaus | 33 - 31 | Gjerpen IF | Sporthalle Fünfhaus, Viena Asistență: 200 Arbitri: Danelia |
| 26 martie 1994 17:00 | (13-16)         |         |            | Sporthalle Fünfhaus, Viena Asistență: 200 Arbitri: Danelia |
| 26 martie 1994 17:00 | Cronica         |         |            | Sporthalle Fünfhaus, Viena Asistență: 200 Arbitri: Danelia |

| 27 martie 1994 14:15 | Vasas Budapesta | 21 - 16 | TV Gießen | Vasas Sportcsarnok, Budapesta Asistență: 1.000 |
| 27 martie 1994 14:15 | (9-8)           |         |           | Vasas Sportcsarnok, Budapesta Asistență: 1.000 |
| 27 martie 1994 14:15 | Cronica         |         |           | Vasas Sportcsarnok, Budapesta Asistență: 1.000 |

| 9 aprilie 1994 15:00 | TV Gießen | 35 - 23 | SG WAT Fünfhaus | Sporthalle der Gesamtschule, Giessen Asistență: 650 Arbitri: Rosskamp |
| 9 aprilie 1994 15:00 | (15-13)   |         |                 | Sporthalle der Gesamtschule, Giessen Asistență: 650 Arbitri: Rosskamp |
| 9 aprilie 1994 15:00 | Cronica   |         |                 | Sporthalle der Gesamtschule, Giessen Asistență: 650 Arbitri: Rosskamp |

| 10 aprilie 1994 18:30 | Gjerpen IF | 23 - 16 | Vasas Budapesta | Gjerpenhallen, Skien Asistență: 420 Arbitri: Nigra, Spartz |
| 10 aprilie 1994 18:30 | (13-10)    |         |                 | Gjerpenhallen, Skien Asistență: 420 Arbitri: Nigra, Spartz |
| 10 aprilie 1994 18:30 | Cronica    |         |                 | Gjerpenhallen, Skien Asistență: 420 Arbitri: Nigra, Spartz |

| 16 aprilie 1994 15:00 | TV Gießen | 30 - 15 | Gjerpen IF | Sporthalle der Gesamtschule, Giessen Asistență: 950 Arbitri: Carle, Lelarge |
| 16 aprilie 1994 15:00 | (15-7)    |         |            | Sporthalle der Gesamtschule, Giessen Asistență: 950 Arbitri: Carle, Lelarge |
| 16 aprilie 1994 15:00 | Cronica   |         |            | Sporthalle der Gesamtschule, Giessen Asistență: 950 Arbitri: Carle, Lelarge |

| 17 aprilie 1994 14:15 | Vasas Budapesta | 29 - 14 | SG WAT Fünfhaus | Vasas Sportcsarnok, Budapesta Asistență: 1.000 Arbitri: Gallego, Lamas |
| 17 aprilie 1994 14:15 | (14-6)          |         |                 | Vasas Sportcsarnok, Budapesta Asistență: 1.000 Arbitri: Gallego, Lamas |
| 17 aprilie 1994 14:15 | Cronica         |         |                 | Vasas Sportcsarnok, Budapesta Asistență: 1.000 Arbitri: Gallego, Lamas |

## Finala
Câștigătoarele celor două grupe s-au întâlnit în finală, desfășurată cu tur și retur. Turul s-a jucat la Budapesta, iar returul în cartierul Südstadt al orașului Maria Enzersdorf de la periferia Vienei. Hypo Niederösterreich a învins în ambele partide și a câștigat pentru a cincea oară trofeul.
| Echipa 1              | Scor gen. | Echipa 2        | Tur   | Retur |
| --------------------- | --------- | --------------- | ----- | ----- |
| Hypo Niederösterreich | 45–39     | Vasas Budapesta | 20–18 | 25–21 |

### Turul
| 7 mai 1994 12:45 | Vasas Budapesta | 18 – 20 | Hypo NÖ | Vasas Sportcsarnok, Budapesta Asistență: 2.000 Arbitri: Johansson, Kjellqvist |
| 7 mai 1994 12:45 | (9-8)           |         |         | Vasas Sportcsarnok, Budapesta Asistență: 2.000 Arbitri: Johansson, Kjellqvist |
| 7 mai 1994 12:45 | Cronica         |         |         | Vasas Sportcsarnok, Budapesta Asistență: 2.000 Arbitri: Johansson, Kjellqvist |

### Returul
| 14 mai 1994 13:35 | Hypo NÖ | 25 – 21 | Vasas Budapesta | Bundessport- und Freizeitzentrum Südstadt, Maria Enzersdorf Asistență: 1.000 Arbitri: Elbrønd, Løvqvist |
| 14 mai 1994 13:35 | (13-9)  |         |                 | Bundessport- und Freizeitzentrum Südstadt, Maria Enzersdorf Asistență: 1.000 Arbitri: Elbrønd, Løvqvist |
| 14 mai 1994 13:35 | Cronica |         |                 | Bundessport- und Freizeitzentrum Südstadt, Maria Enzersdorf Asistență: 1.000 Arbitri: Elbrønd, Løvqvist |

## Statistici
| Liga Campionilor EHF Feminin Câștigătoare 1993–64 |
| --- |
| Hypo Niederösterreich Primul titlu în formatul Ligii (al cincilea în total) |
| Echipa: |
| Tanja Dshandshgava, Ausra Fridrikas, Mia Hermansson-Högdahl, Edit Matei, Iris Morhammer, Helga Németh, Karin Prokop, Marianna Racz, Barbara Strass, Rima Sypkus, Liliana Topea, Beatrice Wagner Antrenor: Gunnar Prokop |

### Cea mai bună marcatoare
Handbalista rusă Natalia Morskova de la El Osito L'Eliana, cu cele 102 goluri înscrise, a fost cea mai bună marcatoare a competiției.